# Airbus A320
Airbus A-320 je moderni uskotrupni putnički zrakoplov srednjeg doleta. Poznat je i kao prvi linijski putnički zrakoplov u koji je ugrađena napredna "fly-by-wire" tehnologija uz pomoću koje se zrakoplovom upravlja putem elektronskih impulsa. Upravljanje se vrši preko "Joysticka" koji je pilotu s lijeve a kopilotu s desne strane. Prvi let bio je 22. veljače 1987. godine.

## Povijesni razvoj
Nakon početnog uspjeha A300, Airbus je počeo razvijati novi model koji bi trebao zamijeniti jedan od najpopularnijih zrakoplova tog vremena, Boeing 727. Planiran je avion iste veličine ali ekonomičniji i s inačicama koje bi prevozile različiti broj putnika.
Digitalna tehnologija A320 za dvije generacije nadmašuje staru, analognu tehnologiju ugrađenu u B727. Naprednim dizajn uključuje: "fly-by-wire" upravljanje zrakoplovom, izradu primarnih dijelova konstrukcije od kompozitnih materijala, kontrolu centra težišta pomoću razmještaja goriva, "Glass cockpit" pilotska kabina s EFIS sustavom i dvočlana posada pilotske kabine. S navedenom modernizacijom A320 troši i do 50% manje goriva od B727.
Dijelovi zrakoplova proizvedeni u više Airbusovih tvornica prevoze se na završno sklapanje u Hamburg Finkenwerder (A318, A319, A321) ili u Toulouse Blagnac (A320). Dijelovi se prevoze posebnim transportnim zrakoplovom A300-600ST "Beluga".
A320 i njegove inačice su najproizvođeniji komercijalni avioni. Kako bi kompanija održala zadane rokove planira se proizvodnja od 30 zrakoplova mjesečno krajem 2006., 32 početkom 2007. 34 od ožujaka 2008., 36 od prosinca 2008. do čak 40 sredinom 2009. godine.

## Inačice A320

### A319
A319 je kraća inačica A320 s doletom od 7200 km. U dvije klase može smjestiti 124 putnika. Zajedno s A320 najpopularnije su inačice ove skupine zrakoplova. 2003. godine easyJet kompanija preuzela je A319 zrakoplove s manjim prostorom kabinske kuhinje što je omogućilo povećanje broja sjedišta na 156. Radi sigurnosnih zahtjeva na te zrakoplove su iznad krila ugrađeni dodatni izlazi u slučaju opasnosti. EasyJet-ova narudžba od 120 aviona A319s plus još 120 aviona u planu, najveći je zaključeni prodajni ugovor aviona tijekom tog vremena.

#### A319CJ
A319CJ je poslovna podinačica. S dodatno ugrađenim spremnicima za gorivo unutar cargo odjeljka dolet zrakoplova dostiže 12.000 km. Zrakoplov ima 39 sjedišta. Od poznatijih korisnika ovog aviona su DaimlerChrysler i Reliance Industries. Dodatna prednost aviona je i mogućnost preinake sjedišta u bilo koju A319 standardnu konfiguraciju kao i micanje dodatnih spremnika za gorivo kako bi se povećao prostor za korisni teret. Na avion su ugrađeni isti motori kao i na A320.

#### A319LR
A319LR standardni je A319 zrakoplov s preuzetim nekim prednostima kao i dodatnim spremnicima s A319CJ. Airbus je ponudio avion sa standardnom putničkom kabinom s mogućnošću preinake na 48 sjedišta predviđenih za ekskluzivnu poslovnu klasu na interkontinentalnim letovima. Za razliku od 6 dodatnih spremnika za gorivo na A319CJ, A319LR ih ima 4. Dolet aviona je 8.300 km.

### A321
Za razliku od A319 koji je skraćena inačica A320, kod A321 trup zrakoplova je produžen. Dio trupa ispred krila produžen je za 4,27 m a iza krila za 2,67 m. Radi povećane težine morali su se ojačati svi noseći dijelovi konstrukcije što je opet omogućilo ugradnju jačih motora. Modificirani su i sustav za gorivo, podvozje (veći kotači i jače kočnice) i komande leta. Zrakoplov je prvi put predstavljen u studenom 1989. godine a prvi promotivni let bio je 11. ožujka 1993. Iste godine dobio je i uporabnu dozvolu. Dolet mu je 4.352 km.

### A318
A318 najkraća je inačica iz A320 serije zrakoplova. A318 je šest metara kraći te četiri tone lakši od A320, a zbog stabilnosti zbog kraćeg trupa vertikalni stabilizator mu je 80 cm viši.
Zrakoplov je nastao na osnovi programa EA31X koji je Airbus razvijao zajedno s Avic of China i Singapore Technologies. U programu su bili AE316 s 95 sjedala i AE317 s 115 do 125 sjedala). 1998. godine Airbus odustaje od programa radi neekonomičnosti. I prije otkazivanja EA31X programa Airbus je vodio zasebno istraživanje za izradu zrakoplova do 100 sjedala koji se sastojao od skračivanja trupa A319 što je i objavljeno 1998.godine.
Prvi korisnici A318 od 2003. godine bili su Frontier Airlines i Air France. Zrakoplov može prevoziti 107 putnika. Do 2007. godine je naručeno 92 zrakoplova a isporućeno 37. A318 je prvotno imao Pratt & Whitney PW6000 turboventilatorske motore, ali radi njihove veće potrošnje od očekivane kompanije su u svoje naruđbe unosile efikasniji i štedljiviji CFM56 motor.

## Isporuka
Pregled svih isporuka kroz povijest te trenutni status narudžbi (na dan 31. kolovoza 2014.):
| A318   | 79    | 0     | 79    | 0   | 1   | 2   | 2   | 2   | 6   | 13  |
| A319   | 1.465 | 45    | 1.420 | 25  | 38  | 38  | 47  | 51  | 88  | 98  |
| A320   | 4.640 | 877   | 3.763 | 219 | 352 | 332 | 306 | 297 | 221 | 209 |
| A321   | 1.535 | 554   | 981   | 104 | 102 | 83  | 66  | 51  | 87  | 66  |
| Ukupno | 7.640 | 1.476 | 6.243 | 348 | 493 | 455 | 421 | 401 | 402 | 386 |

| Tip    | 2007 | 2006 | 2005 | 2004 | 2003 | 2002 | 2001 | 2000 | 1999 | 1998 | 1997 | 1996 | 1995 | 1994 | 1993 | 1992 | 1991 | 1990 | 1989 | 1988 |
| ------ | ---- | ---- | ---- | ---- | ---- | ---- | ---- | ---- | ---- | ---- | ---- | ---- | ---- | ---- | ---- | ---- | ---- | ---- | ---- | ---- |
| A318   | 17   | 8    | 9    | 10   | 8    |      |      |      |      |      |      |      |      |      |      |      |      |      |      |      |
| A319   | 105  | 137  | 142  | 87   | 72   | 85   | 89   | 112  | 88   | 53   | 47   | 18   |      |      |      |      |      |      |      |      |
| A320   | 194  | 164  | 121  | 101  | 119  | 116  | 119  | 101  | 101  | 80   | 58   | 38   | 34   | 48   | 71   | 111  | 119  | 58   | 58   | 16   |
| A321   | 51   | 30   | 17   | 35   | 33   | 35   | 49   | 28   | 33   | 35   | 22   | 16   | 22   | 16   |      |      |      |      |      |      |
| Ukupno | 367  | 339  | 289  | 233  | 232  | 236  | 257  | 241  | 222  | 168  | 127  | 72   | 56   | 64   | 71   | 111  | 119  | 58   | 58   | 16   |

## Usporedba
| Inačica:             | A318        | A319        | A320-200    | A321        |
| -------------------- | ----------- | ----------- | ----------- | ----------- |
| Prvi let             | 15.01.2002. | 25.08.1995. | 22.02.1987. | 11.03.1993. |
| Najveća brzina (M)   | 0,82        | 0,82        | 0,82        | 0,82        |
| Ekonomska brzina (M) | 0,79        | 0,79        | 0,79        | 0,79        |
| Dolet (km)           | 5.950       | 6.800       | 4.843       | 5.600       |
| Raspon krila (m)     | 34,1        | 34,1        | 34,1        | 34,1        |
| Dužina (m)           | 31,45       | 33,84       | 37,57       | 44,51       |
| Visina (m)           | 12,56       | 11,76       | 11,76       | 11,76       |
| Masa (Kg)            | 39.300      | 40.600      | 42.400      | 48.200      |
| MTOW (Kg)            | 68.000      | 75.500      | 77.000      | 93.500      |
| Snaga motora (kN)    | 104,5       | 120,1       | 133,4       | 105,9       |
| U upotrebi           | ( )         | ( )         | ( )         | ( )         |

## Vanjske poveznice
Adria Airways 
 Air France 
 Airbus